# Kekko Fornarelli
Kekko Fornarelli, pseudonyme de Francesco Fornarelli, né le 10 janvier 1978 à Bari, est un pianiste et compositeur italien de musique jazz crossover et de bandes sonores.

## Biographie
Connu pour son style unique, qui fusionne le jazz avec des influences provenant de divers genres musicaux tels que l’électronique, la pop et la world music, Kekko Fornarelli a construit une carrière internationale grâce à sa capacité à mêler la tradition jazzistique européenne à des éléments contemporains, créant un son moderne et accessible à un large public.
Il a commencé à jouer du piano à seulement trois ans, démontrant dès son plus jeune âge un talent hors du commun. Après une formation classique, il s’est tourné vers une étude plus approfondie du jazz, fasciné par les possibilités d’improvisation et la liberté d’expression que ce genre offre. Au cours de son développement musical, il a intégré des influences diverses, de la musique classique, au rock, à la musique électronique, jusqu’à divers styles de world music, des éléments qui ont enrichi son langage musical.
Son style se distingue par sa capacité à synthétiser différents genres sans jamais perdre de vue la cohérence expressive et la profondeur émotionnelle. Dans ses œuvres, on perçoit un usage novateur du piano, qui se combine souvent avec des instruments électroniques et numériques. Fornarelli crée une musique qui dépasse les frontières du jazz traditionnel, explorant des territoires qui incluent des sonorités électroniques et ambient. Sa musique est souvent décrite comme "cinématographique", car elle parvient à évoquer des images et des atmosphères évocatrices, ce qui la rend idéale également pour des bandes originales.
Sa carrière solo est marquée par plusieurs projets discographiques, dont les plus représentatifs sont Room of Mirrors (2011), Outrush (2014), Abaton (2018), Anthropocene (2021) et Naked (2023).
Kekko Fornarelli a joué au cours de sa carrière dans de nombreux festivals de jazz internationaux et des clubs prestigieux, se produisant dans plus de 60 pays et se confirmant comme l’un des jazzmen italiens ayant réalisé le plus grand nombre de concerts à l’étranger.
Son trio, qui l’accompagne souvent lors des performances live, est l’une des formations les plus appréciées sur la scène jazz contemporaine internationale. Le Kekko Fornarelli Trio se distingue par l’interplay puissant entre les musiciens et par sa capacité à créer des atmosphères dynamiques et captivantes, où se mêlent improvisation et mélodie.
En plus de son activité de musicien, Kekko Fornarelli est également compositeur de bandes originales pour des films, montrant une polyvalence qui fait de lui un artiste résolument éclectique.

## Discographie

### Comme leader
- 2023 : Naked (Eskape)
- 2021 : Anthropocene (Eskape)
- 2018 : Abaton (Eskape)[1]
- 2014 : Outrush (Abeat Records)
- 2011 : Room of Mirrors (Auand Records)
- 2007 : A French Man In New York (Wide Sound)[2]
- 2005 : Circular Thought (Wide Sound)

### Comme coauteur
- 2022 : L'Ospite, The Original Soundtrack (Eskape) - Kekko Fornarelli e Giuseppe Bassi
- 2018 : Matter of Time (Eskape) - Shine
- 2013 : Mar Endins (Fresh Sound) - Rusò Sala e Kekko Fornarelli Trio

## Bandes sonores

### Prix
- 2024 : Premio Rota (Italia), pour la bande sonore originale du film Gli Agnelli Possono Pascolare in Pace, de Beppe Cino (Draka Productions)

### Bandes sonores originales
- 2024 : Gli Agnelli Possono Pascolare in Pace, film de Beppe Cino (Draka Production)
- 2024 : Pattini e Acciaio, film documentaire de Rossella De Venuto (Interlinea Film)
- 2022 : L’Ospite, film documentaire de Domenico Magno (Pharos Film Company)

### Participations à bandes sonores
- 2022 : Padre Pio, film d'Abel Ferrara (Maze Pictures, Rimsky Productions, Interlinea Film, Carte Blanche Film)